# 清尾淳
清尾 淳（せいお じゅん、1957年3月31日 - ）は、サッカー専門のスポーツライターで、「浦和レッズ・オフィシャル・マッチデープログラム」（通称・MDP）制作編集担当者。

## 経歴
石川県加賀市出身。石川県立小松高等学校、中央大学卒業後、1981年埼玉新聞社入社。Jリーグ発足に備え、1992年からMDP制作編集業務担当。2005年、埼玉新聞社を退社しフリーランスに。
MDP編集を続けながらも、浦和レッズ関連の文章、写真、編集など幅広く活躍している。浦和レッズの歴史を間近で見続けたジャーナリストの一人である。

## 著書
- 浦和レッズの快感（1998年、あすとろ出版）
- 浦和レッズがやめられない（2001年、ランドガレージ）
- 浦和レッズの快感２（2005年、あすとろ出版）
- 浦和レッズのミカタ（2010年、幹書房）

## メディア出演
- 週刊☆サッカー王国（NHKさいたま放送局、2008年9月19日開始）